# 英国大学联盟列表
英国大学在各大世界大学排名上有优秀表现，世界著名大学（前100大）数量仅次于美国。英国大学有很多联盟，以下为英国大学各种联盟一览：

## 大学系统
著名的有：
- 伦敦大学系统：包括一系列的学院、大学和研究机构，其中伦敦大学学院（UCL）、伦敦国王学院（KCL）属于综合性大学。
- 威尔士大学系统：包括7所大学和机构。

## 精英大学
- 罗素大学集团：成立于1994年，由20所英国研究型大学组成。
- 金三角名校：传统说法，由在牛津、剑桥和伦敦的著名大学组成。
- 牛桥：又称“牛剑”，牛津大学和剑桥大学的并称。
- G5超级精英大学：传统说法，由在牛津、剑桥和伦敦的著名大学组成。因为罗素集团已经是英国精英（英语：elite）大学集团，G5的5所大学都在罗素集团内，故称G5为“超级精英”（英语：super-elite）。

## 其他
- 1994年集团：由英国规模较小的18所大学组成。
- 华莱士大学集团:由英国8所学校组成。
- N8集团：由英格兰北部的8所大学组成。
- 白玫瑰大学联盟：由英国约克郡的3所大学组成。

## 其他条目
- 英国大学列表
- 大学排名
- 大學競爭
- 世界大學排名列表
- QS世界大學排名
- 泰晤士高等教育
- 世界大学学术排名
- 世界大学科研论文表现排名
- 研究机构论文引用排名 (1999-2009)
- 泰晤士高等教育-QS世界大学排名